# Marianne Clausen
Marianne Clausen (25. december 1947 – 17. september 2014) var en dansk musikforsker og korleder. Hendes største interesse var den færøske sangskat fra gamle tider, folkeviser, kvæder, kingosang og anden traditionel musik, som også var på dansk, men som var uddød i Danmark og bevaret på Færøerne. Hun gjorde et stort arbejde med at nedskrive gamle optagelser, nogle var så gamle som 100 år, med færinger som sang. Det blev til hendes livsværk, som var fire bøger med noder til de gamle sange, viser, kvæder, skjaldur (en slags rim) mm. fra Færøerne, bøgerne blev udgivet fra 2003 til 2012. For dette værk modtog hun to færøske hæderspriser, i 2003 modtog hun Mentanarvirðisløn M. A. Jacobsens fra Thorshavns kommune og i 2012 modtog hun Færøernes hæderspris, som er en af Færøernes kulturpriser fra det færøske landsstyre, med prisen fulgte 75.000 kroner. I begrundelsen for prisen blev nævnt (oversat til dansk): Marianne Clausen har gennem mange år forsket i færøsk traditionel musik. Hendes seneste udgivelser er nedskrifter af optagelser af kingosang, kvæder, viser og skjaldur. Udover hendes vigtige arbejde med traditionel musik, har Marianne også gjort et stort arbejde med at nedskrive melodier efter Regin Dahl. Marianne Clausen var i mange år leder for det færøske kor i København, Húsakórið, som mødtes i Det færøske hus på Vesterbrogade i København. Marianne er Karl Clausens datter. Han indsamlede viser og kingosange på Færøerne fra 1967 til sin død i 1972. Året efter, i 1973, fortsatte Marianne hans arbejde, og det resulterede i bogen Åndelig visesang på Færøerne, som blev udgivet i 1975 af Dansk-Færøsk Samfund.

## Hæder
- 2012 - Færøernes hædersgave, 75.000 kroner
- 2010 - Heiðursbræv Musikklærarafelagsins (Hæderbrev fra den Færøske Musiklærerforening)
- 2003 - Mentanarvirðisløn M. A. Jacobsens fra Thorshavns kommune